# Якшуново (селище)
Якшуново (рос. Якшуново) — селище в Дзержинському районі Калузької області Російської Федерації.
Населення становить 0 осіб. Входить до складу муніципального утворення Село Радгосп Чкаловський.

## Історія
Від 2004 року входить до складу муніципального утворення Село Радгосп Чкаловський.

## Населення
За даними на 2020 рік, населення селища становить 369 осіб..